# Walter Schachner
Pour les articles homonymes, voir Schachner.
Walter Schachner, né le 1er février 1957 à Leoben, est un ancien footballeur autrichien des années 1970 et 1980.

## Biographie
Attaquant rapide et puissant, Schachner a marqué 23 buts en 64 matches sous le maillot de la sélection autrichienne. Lors des coupes du monde 1978 et 1982, il formait un duo d'attaquant redoutable avec Hans Krankl. En 1978, il fut un des rares grands joueurs Européens de l'histoire à disputer une coupe du monde alors qu'il évoluait en ligue 2, chez lui en Autriche, ce qui ne l'empêchera pas de marquer un but déterminant face à l'Espagne.
Après avoir joué plus de 100 matches avec l'Austria Vienne, Schachner tenta sa chance dans le championnat d'Italie, où il resta sept ans, à Cesena, au Torino et à Avellino, avant de rentrer finir sa carrière en Autriche où il joua dans de petits clubs jusqu'à l'âge de quarante-deux ans.